# 해양석유 981

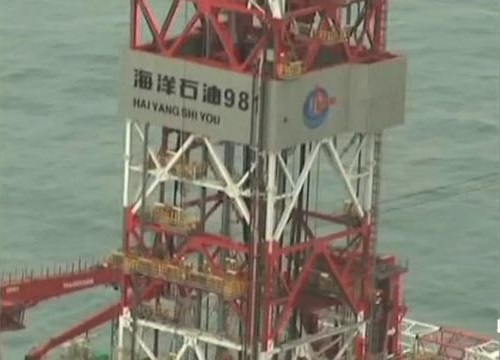
해양석유 981

해양석유 981(중국어: 海洋石油981)은 중국해양석유총공사에 의해 설치된 중화인민공화국의 석유 플랫폼이다. 배수량은 30,670톤, 전체 길이는 114m, 기둥의 높이는 90m, 속력은 8노트이다.
2010년 2월 26일에 가동했으며 60억 런민비가 건설 비용으로 투입되었다. 2012년 5월 9일에는 남중국해에서 석유, 천연 가스 생산을 시작했다. 2014년 5월 2일에는 파라셀 제도 인근으로 이전하면서 파라셀 제도의 영유권을 주장하는 베트남 당국으로부터 항의를 받았다. 이 사건을 계기로 베트남에서는 대규모 반중 시위가 일어나게 된다.

## 같이 보기
- 2014년 베트남 반중 시위